# Tulita Airport
Tulita Airport (engelska: Fort Norman Airport) är en flygplats i Kanada.   Den ligger i territoriet Northwest Territories, i den centrala delen av landet, 3 700 km nordväst om huvudstaden Ottawa. Tulita Airport ligger 98 meter över havet.
Terrängen runt Tulita Airport är platt åt sydost, men åt nordväst är den kuperad. Trakten runt Tulita Airport är nära nog obefolkad, med mindre än två invånare per kvadratkilometer.. Närmaste större samhälle är Tulita, 0,87 km söder om Tulita Airport.